# Morsko (gmina Kanal ob Soči)
Morsko – wieś w Słowenii, w gminie Kanal ob Soči. W 2018 roku liczyła 188 mieszkańców.